# Taso
Taso o Tasso (in greco Θάσος?, o Thasos) è un'isola della Grecia, posta nella parte nord del mar Egeo, separata dalla costa tracia dallo stretto omonimo. È l'isola greca più settentrionale e costituisce un'unità periferica.

## Territorio e popolazione
L'isola si trova dirimpetto al delta del Mesta. È montuosa e nel punto più alto raggiunge i 1 045 m sul livello del mare; il clima è mediterraneo.

## Produzione economica
Taso produce cereali, uva, olive, frutta, tabacco, miele e altro. L'isola ha miniere di zinco e cave di marmo (marmo tasio).

## Storia

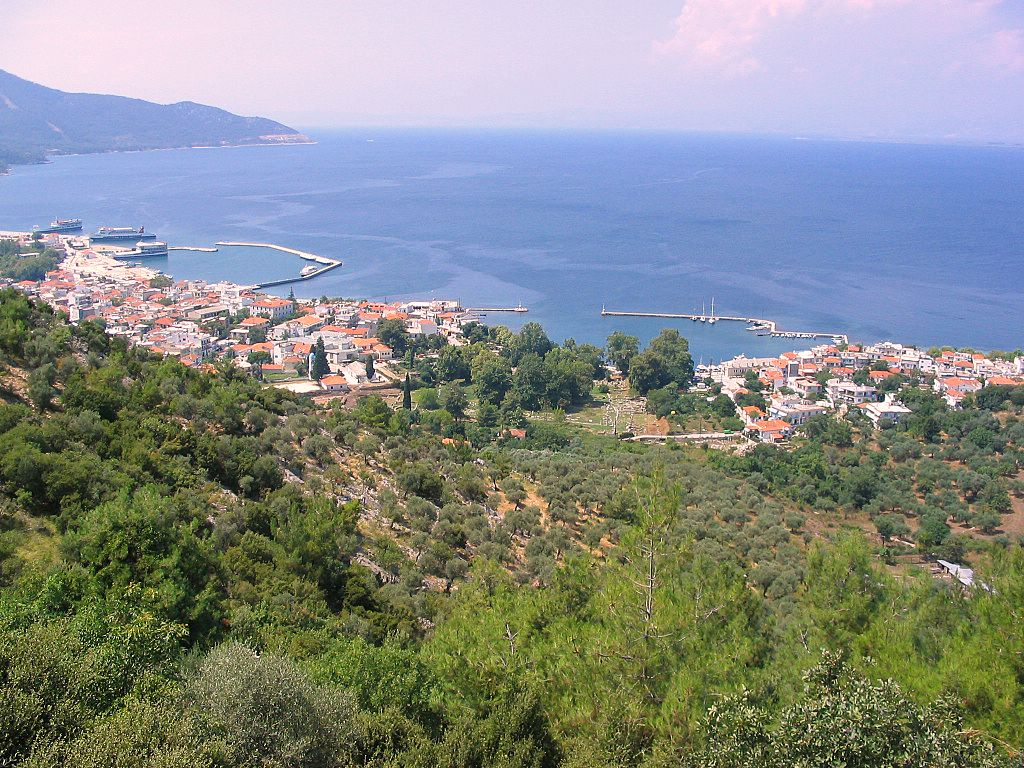
Taso

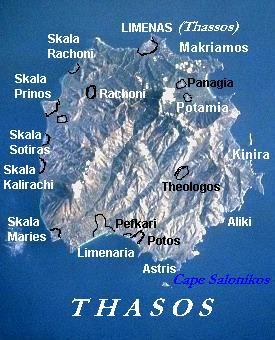
Mappa di Taso

La presenza umana sull'isola è attestata già in epoca neolitica. Erodoto riferisce che le miniere d'oro del monte Phanos (oggi Koynira) furono sfruttate dai Fenici, che diedero all'isola il suo nome attuale.
Nel VII secolo a.C. fu occupata nella parte nord da coloni provenienti dall'isola di Paro, guidati da Telesicle, padre del poeta Archiloco, secondo le indicazioni di un responso oracolare ottenuto al santuario di Delfi. L'isola aveva allora il nome di Aeria. La città venne fondata sui margini di una pianura ai piedi del massiccio del Profitis Ilias (1 108 m s.l.m.), dove esisteva sulla costa un porto naturale e fu dotata ben presto di una cinta di mura.
Cadde in possesso dei Persiani nel 491 a.C. e se ne sottrasse dopo la vittoria greca nella seconda guerra persiana nel 478 a.C. ed entrò a far parte della lega delio-attica. Si ribellò ad Atene nel 465 a.C. e fu punita perdendo quasi del tutto la sua indipendenza. Si staccò dalla lega nel 411 a.C. durante il "governo dei Quattrocento", ma subentrarono conflitti interni tra oligarchici favorevoli a Sparta e democratici favorevoli ad Atene.
Solo agli inizi del IV secolo a.C. le fazioni interne si riconciliarono e si ebbe un nuovo periodo di sviluppo, con un nuovo tracciato urbanistico e la sistemazione dei più importanti luoghi pubblici. Rimase formalmente indipendente dal Regno di Macedonia nel 356 a.C., ma perse i suoi possedimenti sulla costa tracia.
Fu ancora città fiorente sotto i Romani, e subì in seguito le incursioni dei Vandali (467-468). Nell'829 una flotta bizantina venne sconfitta dagli Arabi nelle sue acque. Nel 904 Leone di Tripoli vi preparò i macchinari che utilizzò nel successivo assedio di Tessalonica. Nel 1204 cadde sotto il dominio franco e nel 1307 sotto i Genovesi. Nel 1414 fu donata dall'imperatore bizantino Manuele II Paleologo a Jacopo Gattilusio, di origini genovesi, che era già signore di Lesbo.
Contesa tra il 1449 e il 1479 dalla Repubblica di Venezia e l'impero ottomano, cadde quindi in dominio di quest'ultimo. Nel corso del XVIII secolo si spopolò passando da circa 70 000 a poco più di 2 500 abitanti, in seguito alle incursioni dei pirati. Tra il 1813 e il 1902 fu proprietà del visir dell'Egitto Mehmet Ali e dei suoi discendenti. Fu toccata dalla guerra d'indipendenza greca (1821) e dalla guerra di Crimea. Nel 1912 fu conquistata dall'ammiraglio greco Paulos Kountouriōtīs e da allora fece parte dello Stato greco.

## Sito archeologico
L'antica città di Taso si trova nel sito oggi occupato dal villaggio di Limena.

### Mura di cinta
Le mura cittadine a forma di ferro di cavallo, vennero costruite nel V secolo a.C. in opera quadrata isodoma, con torri quadrate. Racchiudevano anche parte delle pendici del monte, che tuttavia non furono mai abitate.
Le porte erano decorate con rilievi che hanno dato loro i nomi convenzionali moderni: porta "delle dee con il carro" (probabilmente Ermes che guida il carro di Artemide), "di Ermes e le Grazie", "di Sileno" (della fine del VI secolo a.C.), "di Eracle e Dioniso" (inizi del V secolo a.C.) e "di Zeus e di Hera".
Nel punto di maggiore elevazione le mura formano due piccole acropoli con i santuari dell'Apollo pitico e di Atena, entrambi danneggiati dai successivi lavori di fortificazione dei Bizantini e dei Gattilusi.

### Agorà

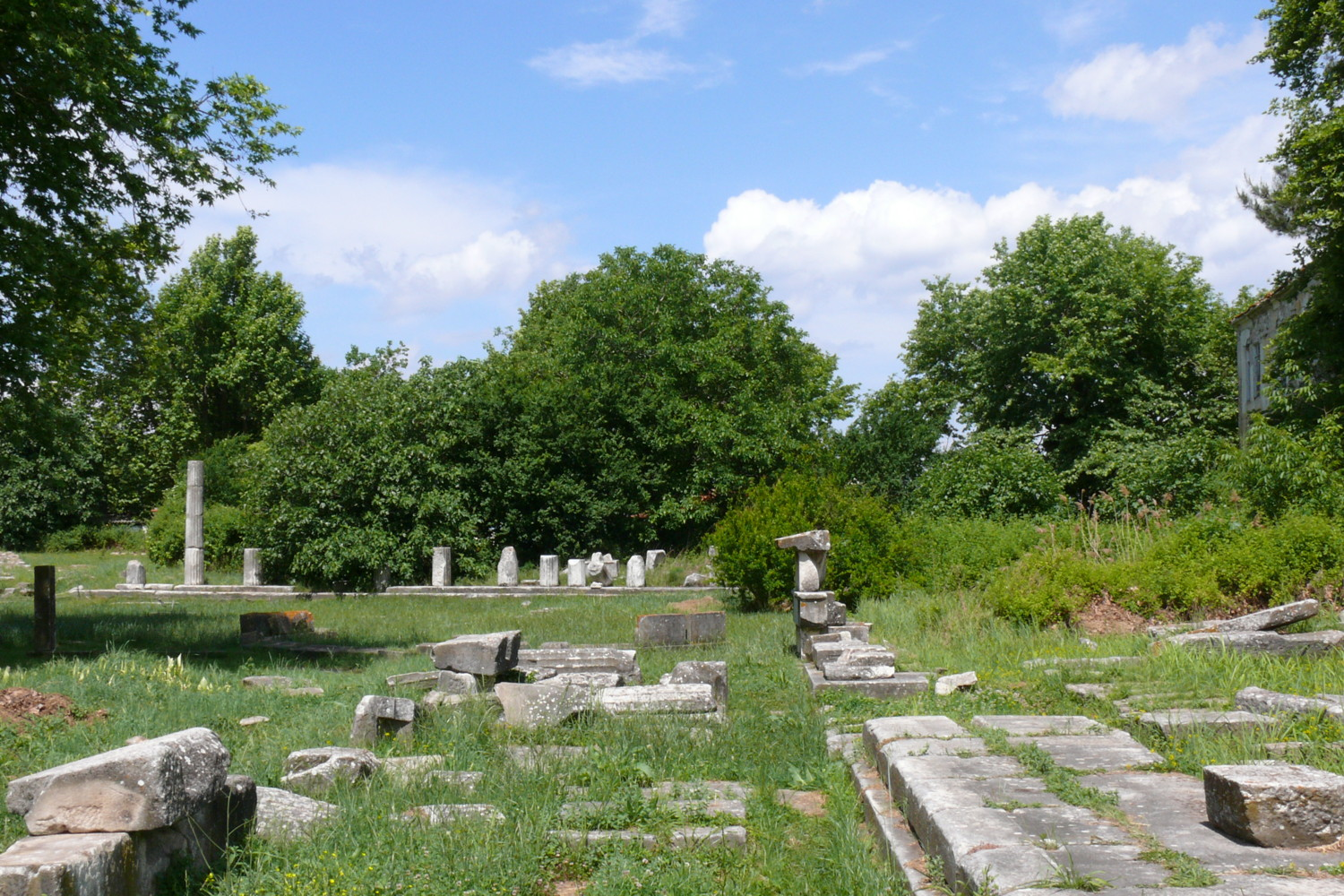
Agorà di Taso

I resti dell'antica agorà cittadina si trovano al centro della città antica, non lontani dal porto, al quale la piazza commerciale era collegata per mezzo di una larga via. La piazza ha forma rettangolare ed era circondata sui lati orientale, meridionale e occidentale da stoai, mentre sul lato nord si trovavano diversi edifici pubblici.
Nella piazza si trovava il piccolo santuario di Zeus "agoraios", con tempietto in antis e altare antistante, la cui prima fase risale al IV secolo a.C.
Vi furono eretti inoltre numerosi monumenti onorari, tra i quali un cenotafio in onore di Glauco, figlio di Leptine, fondatore della città insieme a Telesicle.
Nel II secolo a.C. una battaglia navale fu celebrata con un monumento a forma di prua e fu eretto un piccolo santuario, con un elemento cilindrico in marmo dedicato alle offerte dei fedeli, in onore di Teogene, figlio di Timosseno, vincitore tasio dei giochi olimpici.
All'angolo nord-orientale dell'agorà fu eretto intorno al 470 a.C. un passaggio monumentale ("passaggio dei Theoroi) tra due muri paralleli ornati di rilievi marmorei in stile severo, ora al museo del Louvre a Parigi. I rilievi raffigurano Apollo, le ninfe ed Ermes.

### Quartiere del porto

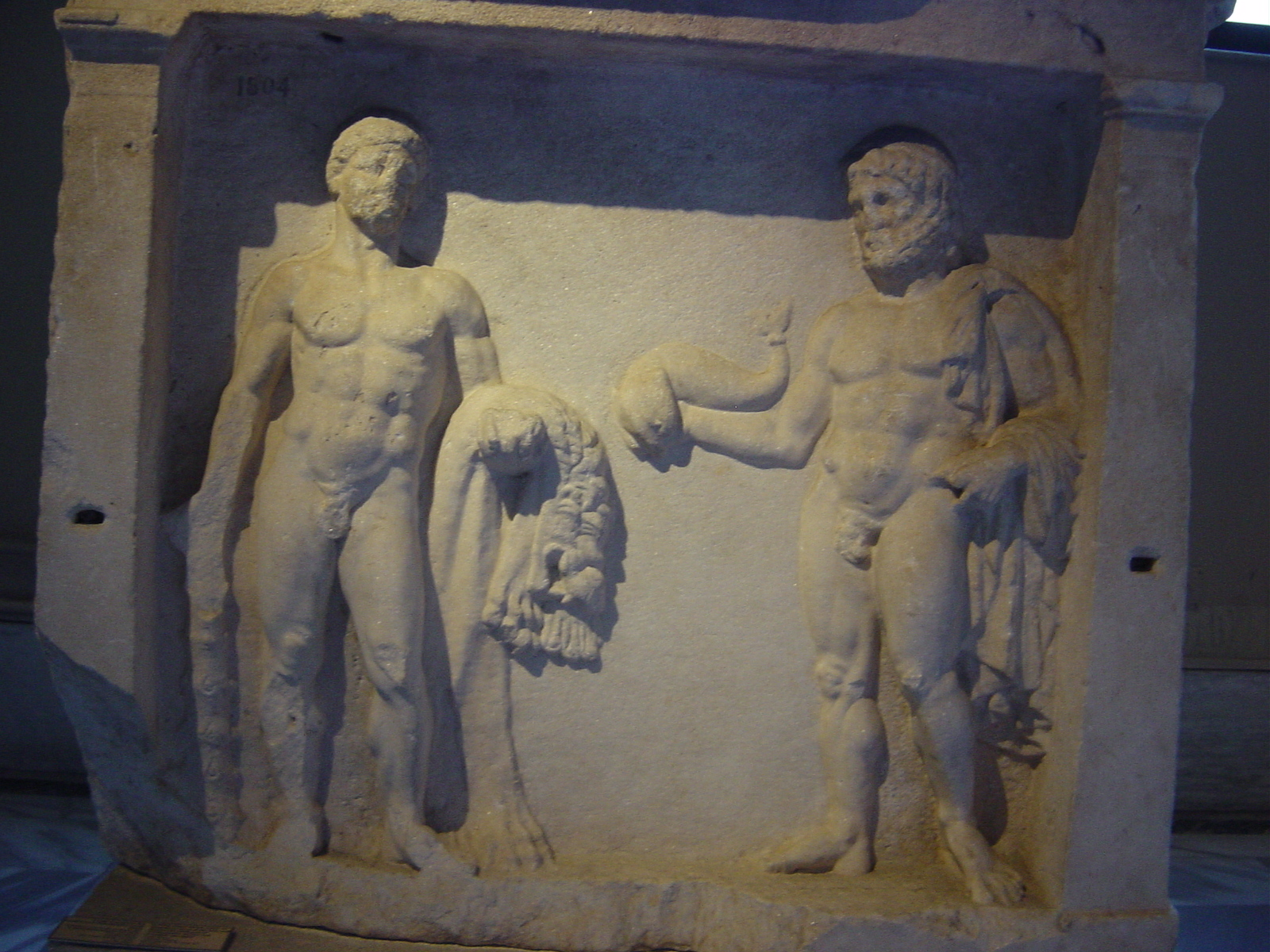
Rilievo con Poseidone ed Eracle da Taso nel Museo archeologico di Istanbul

Lungo la strada che si diparte dal "passaggio dei Theoroi" si trovano:
- un santuario dedicato ad Artemide, con statue onorarie, ora al museo archeologico di Istanbul, del III-I secolo a.C.;
- un santuario dedicato a Dioniso, descritto da Ippocrate alla fine del V secolo a.C. con pianta triangolare e due ingressi;
- due monumenti coragici ornati di statue, del III secolo a.C.;
- un santuario dedicato a Poseidone, con recinto trapezoidale a cui si accedeva da un propileo e con stoà sui lati e altare al centro, del IV secolo a.C.

Verso nord-est, il cosiddetto "campo di Demetriade", mostra i resti di un quartiere di abitazioni i cui resti vanno dall'VIII secolo a.C. al V secolo d.C.

### Museo archeologico

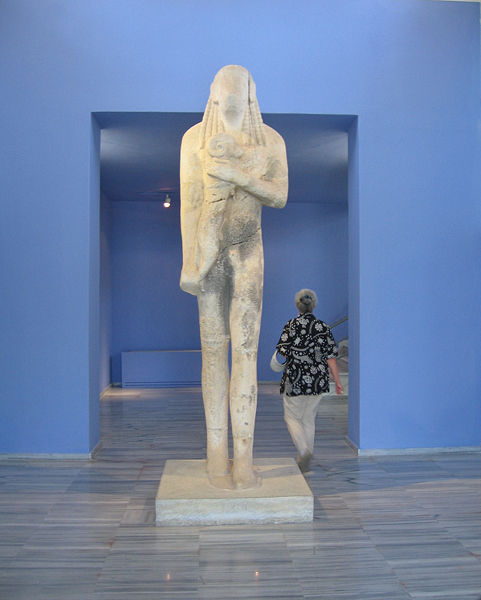
Kouros non finito da Taso nel locale museo archeologico

Il museo archeologico è collocato in un edificio del 1934, in attesa di ampliamento, e ospita i resti rinvenuti negli scavi della città.

### Teatro
Il teatro venne costruito su un pendio rivolto a ovest verso il mare, adiacente alle mura cittadine. L'edificio originario, degli inizi del III secolo a.C., con scena dorica, venne in seguito trasformato nel I-II secolo d.C. per ospitare anche i giochi gladiatorii.

### Quartiere romano
Verso sud-ovest sono conservati i maggiori resti della città romana. In occasione di una visita dell'imperatore Adriano venne eretto un cortile pavimentato in marmo e circondato da portici di ordine ionico e a est di questo un odeion. Nello stesso quartiere sorse già nel V secolo a.C. il tempio dedicato a Eracle, patrono della città, con propilei di accesso.

## Ambientazioni

Ricostruzione tridimensionale dell'isola

Nell'isola di Taso è ambientato il romanzo Enigma di Clive Cussler, il primo del ciclo delle avventure di Dirk Pitt.

## Amministrazione
L'isola è un'unità periferica costituita dall'unico comune omonimo nella periferia della Macedonia orientale e Tracia di 13 765 abitanti secondo i dati del censimento 2001 che non è stato interessato alla riforma amministrativa in vigore dal gennaio 2011.

### Località
I centri abitati con più di 100 abitanti al censimento 2001 sono i seguenti:
- Agios Georgios (pop. 149)
- Astris (129)
- Kallirachi (651)
- Kinyra (104)
- Limenaria (2 441)
- Maries (182)
- Ormos Prinou (122)
- Panagia (820)
- Potamia (1 216)
- Potos (688)
- Prinos (1 185)
- Rachoni (365)
- Skala Kallirachis (631)
- Skala Marion (377)
- Skala Rachoniou (206)
- Skala Sotirou (368)
- Taso (Limenas Thasou) (3 130)
- Theologos (731)